# Йель Бульдогс (баскетбол)
Йель Бульдогс (англ. Yale Bulldogs) — баскетбольная команда, представляющая Йельский университет в первом баскетбольном мужском дивизионе NCAA. Выступает в Лиге Плюща. Располагается в Нью-Хейвене (штат Коннектикут). Домашние матчи проводит в «Пейн Уитни-джимнезиуме». В настоящее время главным тренером «Бульдогс» является Джеймс Джонс.

## История
Йель шесть раз называли национальный чемпионом: в 1896, 1897, 1899 и 1900 годах по версии Premo-Porretta Power Poll и в 1901 и 1903 годах по версии Helms Athletic Foundation.
Йель семь раз становился победителем чемпионата Лиги Плюща — в 1957, 1962, 1963, 2002, 2015, 2016 и 2019. К тому же, еще до образования Лиги Плюща, «Бульдогс» завоевали восемь чемпионских титулов Восточной межуниверситетской баскетбольной лиги — 1902, 1903, 1907, 1915, 1917, 1923, 1933 и 1949. Впервые Йель стали победителем чемпионата Лиши Плюща в 1957 году и в том же году приняли участие в турнире NCAA, однако в первом раунде проиграли будущему чемпиону турнира Северной Каролине со счётом 90:74. В 1962 году команда завершила чемпионат со счётом 13-1, но опять проиграли в первом раунде турнира NCAA, на этот раз Уэйк Форесту со счётом 92:82. В 1963 году Йель и Принстон показали одинаковый результат в чемпионате 11-3, но в плей-офф уступили «Тайгерс» со счётом 65:52. В 2002 году сразу три команды показали одинаковый результат в регулярном чемпионате Лиги Плюща — Йель, Принстон и Пенсильвания. В стыковых матчах «Бульдогс» обыграли Принстон, но уступили Пенсильвании. В 2015 году Йель вновь разделил первое место в чемпионате, на этот раз показав одинаковый результат с Гарвардом. Команды провели решающий матч, в котором победителем оказались «Кримсон». В 2016 году «Бульдогс» вновь стали победителем регулярного чемпионата Лиги Плюща и впервые за последние 54 года вышли в турнир NCAA. 17 марта 2016 года Йель в первом раунде одержал победу над «Бэйлор Беарз» со счётом 79:75, таким образом команда впервые в своей истории завоевала победу в этом турнире.

## Выступления в постсезонных турнирах

### Турнир NCAA
| Год  | Раунд                                 | Соперник           | Результат/Счёт  |
| ---- | ------------------------------------- | ------------------ | --------------- |
| 1949 | Elite Eight Региональное третье место | Иллинойс Вилланова | П 67:71 П 67:78 |
| 1957 | Первый раунд                          | Северная Каролина  | П 74:90         |
| 1962 | Первый раунд                          | Уэйк Форест        | П 82:92OT       |
| 2016 | Первый раунд Второй раунд             | Бэйлор Дьюк        | В 79:75 3/19/16 |
| 2019 | Первый раунд                          | ЛСЮ                | П 74:79         |

### Турнир NIT
| Год  | Раунд                     | Соперник             | Результат/Счёт  |
| ---- | ------------------------- | -------------------- | --------------- |
| 2002 | Первый раунд Второй раунд | Ратгерс Теннесси Тек | В 67:65 П 61:80 |

### Турнир CIT
| Год  | Раунд                                                   | Соперник                                       | Результат/Счёт                          |
| ---- | ------------------------------------------------------- | ---------------------------------------------- | --------------------------------------- |
| 2012 | First round                                             | Fairfield                                      | L 56-68                                 |
| 2014 | Первый раунд Второй раунд Четвертьфинал Полуфинал Финал | Куинипиак Холи-Кросс Колумбия VMI Мюррей Стейт | В 69:68 В 71:66 В 72:69 В 75:62 П 57:65 |

## Достижения
- Чемпион Premo-Porretta: 1896, 1897, 1899, 1900
- Чемпион Helms: 1901, 1903
- Четвертьфиналист NCAA: 1949
- Участие в NCAA: 1949, 1957, 1962, 2016, 2019
- Победители турнира конференции: 2019
- Победители регулярного чемпионата конференции: 1902, 1903, 1907, 1915, 1917, 1923, 1933, 1949, 1957, 1962, 1963, 2002, 2015, 2016, 2019